# Процесс семнадцати
«Процесс семнадцати» — судебный процесс членов «Народной воли» в Особом присутствии Правительствующего Сената (Санкт-Петербург) 28 марта — 5 апреля 1883 года.

## Участники процесса

### Председатель суда
Первоприсутствующий Особого присутствия Правительствующего Сената сенатор Синеоков-Андриевский Д. С.

### Государственный обвинитель
- Товарищ обер-прокурора Уголовного кассационного Департамента Правительствующего Сената В. А. Желеховский
- Товарищ прокурора Санкт-Петербургской судебной палаты Островский П. Г.

### Защитники
Присяжные поверенные: Карабчевский Н. П., Кедрин Е. И., Королёв Е. Ф., Стасов Д. В., Полежаев, Эше Н. А., Андреевский С. А., Грацианский Н. И., Холева Н. И., Спасович В. Д., Гроссман В. Л.

Подсудимые Теллалов, Лисовская, Смирницкая и Борейша отказались от защитников.

### Обвинение
Главное обвинение — участие в актах террора «Народной воли» (включая 4 покушения на царя). Все подсудимые держались стойко, Грачевский, Корба, Теллалов выступили с политическими речами.

### Подсудимые и приговор
1. Богданович Ю. Н. — вечная каторга
2. Борейша А. С. — ссылка в Сибирь
3. Буцевич А. С. — вечная каторга
4. Грачевский М. Ф. — вечная каторга
5. Гринберг Х. Г. — ссылка в Сибирь
6. Гроссман Р. Л. — 15 лет каторги
7. Златопольский С. С. — вечная каторга
8. Ивановская П. С. — вечная каторга
9. Калюжный И. В. — 15 лет каторги
10. Клименко М. Ф. — вечная каторга
11. Корба А. П. — 20 лет каторги
12. Лисовская А. И. — 15 лет каторги
13. Прибылёв А. В — 15 лет каторги
14. Смирницкая Н. С. — 15 лет каторги
15. Стефанович Я. В. — 8 лет каторги
16. Теллалов П. А. — вечная каторга
17. Юшкова М. А. — ссылка в Сибирь